# Liste der kolumbianischen Botschafter in Chile
Die kolumbianische Botschaft befindet sich in der Avenida Isidora Goyenechea 3162 in Santiago de Chile.
| Ernannt / Akkreditiert | Name                             | Bemerkungen | ernannt von              | akkreditiert bei             | Posten verlassen |
| ---------------------- | -------------------------------- | --- | ------------------------ | ---------------------------- | ---------------- |
| 1822                   | Joaquín Mosquera                 | | Simón Bolívar            | Bernardo O’Higgins           |                  |
| 1864                   | Justo Arosemena                  | | Manuel Murillo Toro      | José Joaquín Pérez Mascayano |                  |
| 1865                   | Antonio Ferro                    | 1868 Finanzminister | Manuel Murillo Toro      | José Joaquín Pérez Mascayano |                  |
| 1866                   | Ramón Mercado                    | (* 1816 in Cali) war seit früher Jugend in der Politik von Cauca engagiert und war eine der Gründer der Sociedades Democráticas in Cali.                                                                    | José María Rojas Garrido | José Joaquín Pérez Mascayano |                  |
| 1879                   | Pablo Arosemena Alba             | (* 1836; † 1920) | Julián Trujillo Largacha | Aníbal Pinto Garmendia       |                  |
| 1884                   | José María Samper                | | Ezequiel Hurtado         | Domingo Santa María González |                  |
| 1885                   | Carlos Saenz Echeverría          | (* 1813 in Bogotá; † 1893 in eben da) Rechtsanwalt, Professor der Rechtswissenschaft an der Universidad Nacional, Außenminister, Poet                                                                       | Ezequiel Hurtado         | Domingo Santa María González |                  |
| 1900                   | Clímaco Gómez Valdés             | | José Manuel Marroquín    | Federico Errázuriz Echaurren |                  |
| 1902                   | Miguel Abadía Méndez             | 1926–1930: Präsident von Kolumbien | José Manuel Marroquín    | Aníbal Zañartu               |                  |
| 1912                   | Enrique Olaya Herrera            | | Carlos Eugenio Restrepo  | Elías Fernández Albano       |                  |
| 1920                   | Carlos Uribe Echeverri           | | Marco Fidel Suárez       | Arturo Alessandri Palma      |                  |
| 1924                   | Pedro I. Reyes Angulo            | Honorarkonsul, Geschäftsträger | Pedro Nel Ospina         | Luis Altamirano              |                  |
| 1927                   | Ricardo Sánchez Ramírez          | (* 1871 in Sopetrán † 1947) Journalist, Literaturkritiker, Mitarbeiter von El Siglo, La Opinión y El Nuevo Tiempo. Pseudonym: Luis Trigueros. Buch: Crepúsculo.                                             | Miguel Abadía Méndez     | Carlos Ibáñez del Campo      |                  |
| 1934                   | Laureano García Ortiz            | | Alfonso López Pumarejo   | Carlos Dávila Espinoza       |                  |
| 1934                   | Enrique Vargas Nariño            | 1931 Bürgermeister von Bogotá, Außenminister, Ehefrau Susana Toro | Alfonso López Pumarejo   | Carlos Dávila Espinoza       |                  |
| 1938                   | Francisco José Chaux             | (1889–1976) 1943 Außenminister von Kolumbien | Eduardo Santos           | Pedro Aguirre Cerda          |                  |
| 1944                   | Carlos Lozano y Lozano           | | Alfonso López Pumarejo   | Juan Antonio Ríos Morales    |                  |
| 1947                   | José María Franco Ortega         | Geschäftsträger Consejero de la Embajada. | Mariano Ospina Pérez     | Alfredo Duhalde              |                  |
| 12. März 1947          | Manuel Barrera Parra             | vom 7. August 1946 bis 11. Dezember 1946 Innenminister in der Regierung von Ospina Perez | Mariano Ospina Pérez     | Alfredo Duhalde              |                  |
| 1949                   | Enrique Santos Montejo           | (Caliván) | Mariano Ospina Pérez     | Alfredo Duhalde              |                  |
| 1950                   | Joaquín Estrada Monsalve         | (* 3. Mai 1910 in Santo Domingo, Antioquia) verheiratet mit Esther Uribe Uribe Kinder María Luisa, LL.D., Univ. del Cauca, 1933 senador antioqueño                                                          | Laureano Gómez           | Alfredo Duhalde              |                  |
| 1953                   | Eduardo Bonitto Vega             | (* 24. Oktober 1890 in Bogotá 1969)1945: Otro Golpe en Bogotá Durante 10 h, el Gral Eduardo Bonitto Vega fue jefe de una pequeña república de delincuentes instalada en la Penitenciaría Central de Bogotá. | Gustavo Rojas Pinilla    | Carlos Ibáñez del Campo      |                  |
| 16. Feb. 1956          | Enrique Santa María Mancini      | | Gustavo Rojas Pinilla    | Carlos Ibáñez del Campo      |                  |
| 1957                   | Eduardo Bonitto Vega             | | Gabriel París Gordillo   | Carlos Ibáñez del Campo      |                  |
| 1958                   | Juan Bautista Córdoba Álvarez    | 10. Mai 1957 Leitete die Dirección Nacional de Información y Prensa (Dinape) | Alberto Lleras Camargo   | Jorge Alessandri Rodríguez   |                  |
| 1961                   | Abel Naranjo Villegas            | (* Juni 1910 in Abejorral, 18. Februar 1992 in Bogotá) | Alberto Lleras Camargo   | Jorge Alessandri Rodríguez   |                  |
| 1963                   | Antonio José Lemos Guzmán        | (1900–1967) | Guillermo León Valencia  | Jorge Alessandri Rodríguez   |                  |
| 1967                   | Alvaro García Herrera            | (* 1918 in Bogotá 21. April 1980 in eben da) | Carlos Lleras Restrepo   | Eduardo Frei Montalva        |                  |
| 1975                   | José María de Guzmán Noguera     | | Alfonso López Michelsen  | Augusto Pinochet Ugarte      |                  |
| 1977                   | Jorge Padilla                    | (* 5. Juli 1910 in Bogotá) gehörte zu den Gründern der Literatengruppe «Albatros», die 1929 in Erscheinung trat. Er kommentierte im «El Espectador»                                                         | Alfonso López Michelsen  | Augusto Pinochet Ugarte      |                  |
| 1978                   | Abraham Varón Valencia           | (* 11. November 1920 in Honda la. Villa de San Bartolomé) war vom 27. Mai 1971 bis 2. Mai 1974 Verteidigungsminister in der Regierung von Misael Pastrana Borrero                                           | Julio César Turbay Ayala | Augusto Pinochet Ugarte      |                  |
| 1981                   | Luis González Barros             | 1987 Botschafter in Bonn | Julio César Turbay Ayala | Augusto Pinochet Ugarte      |                  |
| 1986                   | Jorge Rodríguez Rodríguez        | (* 23 de enero de 1998) 11. Oktober 1965: Botschafter in Lissabon | Virgilio Barco Vargas    | Augusto Pinochet Ugarte      |                  |
| 1988                   | Rafael Samudio Molina            | (* 3. Januar 1932 in Bucaramanga, Santander) 1986–1988 Verteidigungsminister | Virgilio Barco Vargas    | Augusto Pinochet Ugarte      |                  |
| 1990                   | Emiliano Isaza Henao             | | César Gaviria Trujillo   | Patricio Aylwin Azócar       |                  |
| 1990                   | Orlando E. Vásquez Velazquez     | | César Gaviria Trujillo   | Patricio Aylwin Azócar       |                  |
| 1992                   | Francisco Posada de la Peña      | (* 1931; † 11. März 1998) 1963–1965: Gouverneur des Departamento del Atlántico | César Gaviria Trujillo   | Patricio Aylwin Azócar       |                  |
| 1994                   | Jorge Mario Eastman              | | Ernesto Samper Pizano    | Eduardo Frei Ruiz-Tagle      |                  |
| 21. Nov. 1996          | Samuel Eduardo Salazar Echeverri | [ 7 ] | Ernesto Samper Pizano    | Eduardo Frei Ruiz-Tagle      |                  |
| 2000                   | Rafael Enrique Pérez Martínez    | (* Cartagena) | Andrés Pastrana Arango   | Ricardo Lagos Escobar        |                  |
| 2005                   | Jesús Alberto Vallejo Mejía      | | Álvaro Uribe Vélez       | Ricardo Lagos Escobar        |                  |
| 2008                   | Carlos Julio Gaitan Gonzalez     | | Álvaro Uribe Vélez       | Michelle Bachelet            |                  |
| 29. Sep. 2010          | Santiago Figueroa Serrano        | [ 9 ] | Juan Manuel Santos       | Sebastián Piñera             |                  |